# اوباگای
اوباگای (姥貝) یکی از صدف‌هایی است که در تهیه سوشی از آن استفاده می‌شود.